# Protect the Boss
Protect the Boss (hangul: 보스를 지켜라; rr: Boseureul Jikyeora, também conhecido como Defend Your Boss) é uma telenovela sul-coreana de 2011, estrelada por Choi Kang-hee, Ji Sung, Kim Jaejoong do JYJ/TVXQ, Wang Ji-hye, e Park Yeong-gyu.
Ela foi transmitida pela primeira vez na Coreia do Sul entre 3 agosto e 29 setembro 2011, em Seoul Broadcasting System (SBS) às quartas-feiras e quintas-feiras a partir de 21:55.

## Elenco

### Principal
- Ji Sung como Cha Ji-heon, herdeiro do DN Group[7][8][9]
- Choi Kang-hee como Na Eun-seol, secretária de Cha Ji-heon[10][11]
- Kim Jaejoong como Cha Mu-won, outro herdeiro do DN Group, mas menos mimado que Ji-heon[12][13]
- Wang Ji-hye como Seo Na-yoon, ex-namorada de Ji-heon e Mu-won[14]

### De apoio
- Park Yeong-gyu como Presidente Cha, pai de Ji-heon
- Cha Hwa-yeon como Shin Sook-hee, mãe de Mu-won
- Kim Young-ok como Sra. Song, avó de Ji-heon e Mu-won
- Ha Jae-sook como Lee Myung-ran, a melhor amiga de Eun-seol
- Jung Kyu-soo como Noh Bong-man, pai de Eun-seol
- Kim Hyung-bum como secretário Kim, secretário de Ji-heon
- Kim Ha-kyoon como secretário Jang, secretário do presidente Cha
- Kim Chung como Hwang Kwan-jang, mãe de Na-yoon
- Kim Seung-wook como Park Sang-mu
- Lee Hee-won como Yang Ha-young, secretária de Mu-won

### Participações especiais
- Oh Hee-joon como funcionário de escritório
- Ahn Nae-sang como agiota (ep. 1)
- Yoon Gi-won como o encontro às cegas de Na-yoon (ep. 17)
- Oh Hyun-kyung como encontro às cegas do secretário Jang (ep. 18)

## Audiência
| Episódio # | Data de transmissão original | Parcela média de audiência | Parcela média de audiência | Parcela média de audiência | Parcela média de audiência |
| Episódio # | Data de transmissão original | TNmS Ratings               | TNmS Ratings               | AGB Nielsen                | AGB Nielsen                |
| Episódio # | Data de transmissão original | Nacional                   | Seul                       | Nacional                   | Seul                       |
| --- | ---------------------------- | -------------------------- | -------------------------- | -------------------------- | -------------------------- |
| 1 | 3 de agosto de 2011          | 12.1%                      | 14.5%                      | 12.6%                      | 14.5%                      |
| 2 | 4 de agosto de 2011          | 13.4%                      | 16.3%                      | 14.7%                      | 17.8%                      |
| 3 | 10 de agosto de 2011         | 15.3%                      | 18.3%                      | 15.5%                      | 17.8%                      |
| 4 | 11 de agosto de 2011         | 15.3%                      | 17.6%                      | 16.4%                      | 18.7%                      |
| 5 | 17 de agosto de 2011         | 15.7%                      | 19.2%                      | 17.8%                      | 20.5%                      |
| 6 | 18 de agosto de 2011         | 16.1%                      | 19.0%                      | 17.8%                      | 20.4%                      |
| 7 | 24 de agosto de 2011         | 14.0%                      | 17.8%                      | 16.3%                      | 18.5%                      |
| 8 | 25 de agosto de 2011         | 15.6%                      | 18.7%                      | 16.5%                      | 19.0%                      |
| 9 | 31 de agosto de 2011         | 14.0%                      | 17.2%                      | 16.0%                      | 18.3%                      |
| 10 | 1 de setembro de 2011        | 14.5%                      | 17.5%                      | 15.4%                      | 17.2%                      |
| 11 | 7 de setembro de 2011        | 13.2%                      | 15.5%                      | 15.3%                      | 17.4%                      |
| 12 | 8 de setembro de 2011        | 13.4%                      | 16.2%                      | 14.8%                      | 16.6%                      |
| 13 | 14 de setembro de 2011       | 13.9%                      | 18.1%                      | 13.2%                      | 15.4%                      |
| 14 | 15 de setembro de 2011       | 13.3%                      | 15.8%                      | 14.0%                      | 15.3%                      |
| 15 | 21 de setembro de 2011       | 13.5%                      | 16.9%                      | 14.5%                      | 16.6%                      |
| 16 | 22 de setembro de 2011       | 12.9%                      | 15.4%                      | 14.1%                      | 16.4%                      |
| 17 | 28 de setembro de 2011       | 14.1%                      | 17.1%                      | 12.9%                      | 15.5%                      |
| 18 | 29 de setembro de 2011       | 14.6%                      | 18.1%                      | 14.2%                      | 16.6%                      |
| Média | Média                        | 14.1%                      | 17.2%                      | 15.1%                      | 17.4%                      |
| - Na tabela acima, os números em azul representam os números de audiência mais baixos e os números em vermelho representam os números de audiência mais altos. |                              |                            |                            |                            |                            |

## Trilha sonora
Lista de faixas
1. "우리 그냥 사랑하게 해주세요" (Please let us love) – Apink
2. "잘 알지도 못하면서" – Lyn
3. "지켜줄게" (I'll protect you) – Kim Jaejoong[18]
4. "묻는다 – 엠스트리트" - M. Street
5. "그대만 보여요" (I can only see you) – Yewon do Jewelry e Hwang Kwang-hee do ZE:A[19]
6. "슬픈 노래는" (Sad song) – Heo Young-saeng[20]
7. "너 때문에" – Hyu Woo
8. "이제야 알겠어" (Now we know why) – Son Hyun-woo
9. "우리 그냥 사랑하게 해주세요" (instrumental)
10. "잘 알지도 못하면서" (instrumental)
11. "지켜줄게" (instrumental)
12. "묻는다" (instrumental)
13. "그대만 보여요" (instrumental)
14. "슬픈 노래는" (instrumental)
15. "너 때문에" (instrumental)
16. "이제야 알겠어" (instrumental)

## Prêmios
2011 SBS Drama Awards
- Prêmio de Excelência Top, Melhor Atriz (Drama Especial): Choi Kang-hee
- Prêmio de Excelência Top, Melhor Ator (Drama Especial): Ji Sung
- Best Awards de Apoio, Ator (Drama Especial): Park Young Kyu
- Prêmios Popularidade Netizen, atriz, Choi Kang-hee
- Prêmio de Melhor Casal, Ji Sung e Choi Kang-hee
- Prêmio Lifetime Achievement, Kim Young-ok
- Top 10 Estrelas, Choi Kang-hee
- Top 10 Estrelas, Ji Sung
- Prêmio New Star, Wang Ji-hye
- Prêmio New Star, Kim Jaejoong